# Ельйок
Ельйо́к (другие названия — Елйо́к, Ель-река, Ельрека) — река на Кольском полуострове Мурманской области России, левый приток Поноя. Относится к бассейну Белого моря. Длина реки — 70 км, площадь водосборного бассейна — 665 км².
Название реки образовано от саамского слова иелле — «жить», то есть «обжитая река».

## Расположение
Ельйок расположена в восточной части Кольского полуострова. Истоки реки находятся в центральной части возвышенности Кейвы на склонах гряды Янаса-Кейва и горы Песцовая Кейва, откуда она, делая множество изгибов, течёт на юг до впадания в Поной. Устье Ельока находятся между устьями притоков Поноя — Пятчема и Кукша, в 297 км от устья Поноя.

## Описание
Ширина в разных местах замеров достигает 30-55 метров.
Ельйок течёт по холмистой, а в среднем и нижнем течении — сильно заболоченной, местности. Высота сопок по берегам реки достигает 330—370 метров.
Скорость течения Ельйока — до 0,5-0,7 м/с. По всей протяжённости реки лежит множество порогов, водопадов и небольших островов.
Населённых пунктов на берегах Ельйока нет, в 4 километрах к юго-востоку от устья на Поное находится село Краснощелье. Несколько зимников пересекают реку в районе устья и в верхнем течении.

## Речная система Ельйока
От истока
← Левый приток → Правый приток
← Восточный Ельйок
→ Кейва
→ Кабанрека
← Парусная
← Медвежий
→ Отдельный
→ Ельский